# Voice of Love
Voice of Love (с англ. — «Голос любви») — сборник лучших хитов американской певицы Дайаны Росс, выпущенный британским лейблом EMI в 1996 году для реализации на международном рынке. На альбоме содержатся самые популярные лирические и любовные песни певицы, также для альбома было записано три новых песни: «In the Ones You Love», «I Hear (The Voice of Love)», написанная в соавторстве с Росс, и «You Are Not Alone» из репертуара Майкла Джексона. Для азиатских территорий название альбома было Gift of Love, также в это издание были включены несколько других песен и выпущен сингл «Promise Me You’ll Try». Фотография для обложки альбома была сделана во время съёмок клипа на сингл «In the Ones You Love». В 1997 году певица отправилась в турне по Великобритании и континентальной Европе.

## Список композиций
1. «Touch Me in the Morning» — 3:27
2. «You’re All I Need to Get By» — 3:25
3. «Your Love» — 4:03
4. «So Close» — 4:13
5. «It’s My Turn» — 3:57
6. «You Are Everything» — 3:07
7. «When You Tell Me That You Love Me» — 4:11
8. «Forever Young» — 4:50
9. «I Am Me» — 3:51
10. «One Shining Moment» — 4:46
11. «If We Hold on Together» — 4:09
12. «Only Love Can Conquer All» — 4:11
13. «I’m Still Waiting» — 3:43
14. «Missing You» — 4:16
15. «Gone» — 5:17
16. «In the Ones You Love» — 4:18
17. «You Are Not Alone» — 5:21
18. «I Hear (The Voice of Love)» — 4:32

## Позиции в хит-парадах
| Хит-парад (1996)                 | Высшая позиция |
| -------------------------------- | -------------- |
| Великобритания (UK Albums Chart) | 42             |

## Сертификации и продажи
| Регион | Сертификация | Продажи |
| --- | ------------ | ------- |
| Великобритания (BPI) | Золотой      | 100 000 |
| * Данные о продажах приведены только на основе сертификации. ^ Данные о тиражах приведены только на основе сертификации. |              |         |